# Koboldo
Koboldo (russisch Коболдо) ist ein Dorf (selo) in der Oblast Amur (Russland) mit 275 Einwohnern (Stand 1. Oktober 2021).

## Geographie
Der Ort liegt etwa 470 km Luftlinie nordöstlich des Oblastverwaltungszentrums Blagoweschtschensk  im Mittelgebirgsland, das sich zwischen dem Selemdschagebirge im Norden und den nordwestlichen Ausläufern (Esop-Kamm) des Burejagebirges im Osten erstreckt. Er liegt knapp 2 km vom rechten Ufer der Selemdscha entfernt.
Koboldo gehört zum Rajon Selemdschinski und ist von dessen Verwaltungssitz Ekimtschan etwa 20 km in südwestlicher Richtung entfernt. Es ist die einzige Ortschaft der Stadtgemeinde (gorodskoje posselenije) Possjolok Koboldo.

## Geschichte
Der Ort wurde 1904 als Goldsuchersiedlung gegründet. Sein Name ist ewenkischen Ursprungs, vermutlich abgeleitet von kolbo, der Bezeichnung für einen Lebensmittelspeicher. Von 1958 bis 2012 besaß Koboldo den Status einer Siedlung städtischen Typs.

### Bevölkerungsentwicklung
| Jahr | Einwohner |
| ---- | --------- |
| 1959 | 1152      |
| 1970 | 899       |
| 1979 | 749       |
| 1989 | 715       |
| 2002 | 551       |
| 2010 | 445       |
| 2021 | 275       |

Anmerkung: Volkszählungsdaten

## Verkehr
Koboldo ist an die knapp zehn Kilometer nördlich vorbeiführende Straße Swobodny – Fewralsk (an der Baikal-Amur-Magistrale) – Ekimtschan (dort befindet sich ein kleiner Regionalflughafen) angebunden, die den äußersten Osten der Oblast erschließt. Am gegenüber liegenden, linken Ufer der Selemdscha führt die Straße von Koboldo weiter in südöstlicher Richtung in das 25 km entfernte Dorf Ogodscha am gleichnamigen Selemdscha-Nebenfluss.